# William Josiah Goode
William Josiah Goode (* 30. August 1917 in Houston; † 4. Mai 2003 in Washington, D.C.) war ein US-amerikanischer Soziologe, der 1972 als 63. Präsident der American Sociological Association (ASA) amtierte. Er wurde durch seine Beiträge zur Familiensoziologie bekannt.
Goode legte seine Bachelor- und Masterabschlüsse (1938 und 1939) im Fach Philosophie an der University of Texas at Austin ab und promovierte 1944 zum Ph.D. an der Pennsylvania State University. Anschließend trat er in die United States Navy ein. Ab 1950 lehrte er Soziologie an der Columbia University, 1977 wechselte er als Professor an die Stanford University, ab 1986 lehrte er als Emeritus an der Harvard University.
1975 wurde Goode in die American Academy of Arts and Sciences gewählt.

## Schriften (Auswahl)
- The celebration of heroes. Prestige as a social control system. University of California Press, Berkeley 1978, ISBN 0520036026.
- Women in divorce. Free Press of Glencoe, New York 1965 (Ersterscheinung als After divorce, 1956).
- The family. Prentice-Hall, Englewood Cliffs 1964.
  - Soziologie der Familie. Aus dem Amerikanischen übersetzt von Peter Müller, Juventa, München 1967 (bis zur 6. Auflage 1976, ISBN 978-3-7799-0116-7).
- World revolution and family patterns. Free Press of Glencoe, New York 1963.